# Hure-Banner

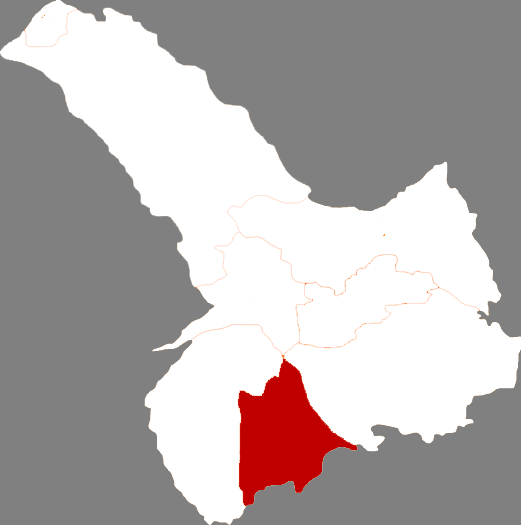
Lage des Hure-Banners in Tongliao

Das Hure-Banner (chinesisch 库伦旗, Pinyin Kùlún Qí; mongolisch ᠬᠦᠷᠢᠶ᠎ᠡ ᠬᠣᠰᠢᠭᠤ Küriy-e qosiɣu;) ist ein Banner der bezirksfreien Stadt Tongliao im Osten des Autonomen Gebietes Innere Mongolei im Nordosten der Volksrepublik China. Es hat eine Fläche von 4.650 km² und zählt 180.000 Einwohner (2004). Sein Hauptort ist die Großgemeinde Hure (库伦镇).